# 제르멘 드 스탈
안루이즈제르멘 네케르 드 스탈홀스타인 남작부인(Anne-Louise-Germaine Necker, baronne de Staël-Holstein, 1766년 4월 22일 - 1817년 7월 14일), 흔히 마담 드 스탈(Madame de Staël)은 프랑스의 낭만주의 소설가이자 비평가이다. 샤토브리앙과 함께 프랑스 낭만주의의 선구자이다.

## 생애
본명은 안루이즈제르멘 네케르(Anne-Louise-Germaine Necker)이다. 아버지는 은행가이자 루이 16세의 재무장관을 지낸 자크 네케르이다. 어렸을 때 아버지를 따라 망명하여, 귀족으로서 방랑 생활을 하였다. 1788년 《루소의 성격과 저작에 관한 편지》를 발표하여 세상 사람들의 주목을 끌었다. '이성과 언론'에 의한 정부를 주장한 그의 열렬한 자유주의 사상은 나폴레옹과 대립했고, 유럽 각국으로 망명 생활을 해야 했다. 저서로 《문학론》, 《독일론》 등이 있다.

## 같이 보기
- 자유주의